# バンレイシ属
バンレイシ属（学名: Annona）は、バンレイシ科の属の1つであり、常緑または半常緑の木本である。花弁は厚く革質、3枚ずつ2輪につき、内花弁はしばしば小さい。果実は多数の液果が合着した集合果である（図1）。中南米とアフリカに自生し、170種ほどが知られる。バンレイシ（釈迦頭、シュガーアップル、スウィートソップ）、トゲバンレイシ（サワーソップ）、ギュウシンリ（カスタードアップル）、チェリモヤ、アテモヤなど果実が食用とされる種を含み、これらは世界中の亜熱帯から熱帯域で栽培されている。学名の「Annona」は、ハイチでのバンレイシの現地名「anon」に由来する。

## 特徴
常緑または半常緑の高木から低木、葉は互生する。樹皮は薄く、ふつう広く浅く裂ける。葉は無毛または単純毛、星状毛をもつ。
花は両性、ふつう葉に対生または腋生。小苞は0–2個、宿存性。萼片は3枚、離生、早落性、花弁よりも小さい。花弁はふつう6枚、2輪につき、敷石状または内輪が瓦重ね状、全て同大または内側のものが縮小から退化、離生または基部で合生、厚く革質（下図2a–c）。ふつう花弁向軸面基部に蜜腺がある。雄しべは多数が集合して球状、各雄しべは線状で花糸は短い（下図2a）。葯は外向、葯隔は突出。雌しべは多数、それぞれ胚珠を1個含む。
果実は液果、多数が融合して集合果を形成する（下図2d–f）。染色体基本数は x = 7。

## 人間との関わり
下記のようないくつかの種では、果実が食用として利用されている。また民間薬や殺虫剤として利用されることもある。
- バンレイシ Annona squamosa L. (1753)

別名は釈迦頭（しゃかとう）、シュガーアップル（sugar apple）、スウィートソップ（sweetsop）など。詳細は「バンレイシ」を参照。
- チェリモヤ (cherimoya) Annona cherimola Mill. (1768)

「アンデスのシャーベット」ともよばれる。詳細は「チェリモヤ」を参照。
- アテモヤ (atemoya) Annona × atemoya Mabb. (1768)

バンレイシとチェリモヤの交雑品種。詳細は「アテモヤ」を参照。
- ギュウシンリ Annona reticulata L. (1753)

別名はカスタードアップル（custard apple）だが、チェリモヤなど他のバンレイシ属の果実をカスタードアップルとよぶこともある。詳細は「ギュウシンリ」を参照。
- イラマ (ilama)[7][3][1] Annona macroprophyllata Donn.Sm. (1910)

常緑小高木から高木、しばしば根元で分枝する。葉は広楕円形から倒披針形、長さ 10–14 cm。花はエビ茶色、長さ約 2.5 cm、外花弁は線状長楕円形、内花弁は微小。果実は円錐形から球形、大きなものは重さ 700 g に達し、緑色から赤色、1個の果実に相当する部分が溝で区切られ膨潤しているものから、溝が不明瞭で平滑なものまである（下図3）。味は、赤いものはチェリモヤに、緑色のものはバンレイシに似るとされる。中米西部原産。
- ソンコヤ (soncoya)[7][3][1] Annona purpurea Moc. & Sessé ex Dunal (1817)

常緑小高木、若い枝に赤色の短剛毛があるが後に無毛。葉は長楕円形から長倒卵形、長さ 20–30 cm、幅 10–13 cm。花はほとんど無柄、外花弁は非常に厚く鋭頭、内花弁は紫色。果実は球形から広卵形、大きなものは直径 20 cm に達し、多数の尖った突起で覆われている（下図4）。芳香があり、生食される。中南米原産。
- トゲバンレイシ Annona muricata L. (1753)

別名はサワーソップ (soursop) など。詳細は「トゲバンレイシ」を参照。
- ヤマトゲバンレイシ[7][3][1] Annona montana Macfad. (1837)

常緑高木。葉の側脈上にしばしば凹点がある。果実は球形から広卵形、直径 7–15 cm、黄色、短い肉質刺が散生する（下図5b）。やや酸味と芳香があり、生食される。中南米に分布する。
- イヌバンレイシ[7][3][1] Annona glabra L. (1753)

別名はイケリンゴ、ポンドアップル（pond apple）。常緑高木。葉は卵形から楕円形、裏面は白色を帯びる。外花弁はクリーム色から淡黄緑色で基部に濃赤色の斑紋があり、内花弁はやや短く内面は赤色で基部に斑紋がある（上図2a）。果実は広卵形、長さ約 10 cm、黄色、平滑（下図6）。酸味が強くジュースやゼリーに加工される。中南米からアフリカ西海岸に分布する。
- ビリバ[7] Annona mucosa Jacq. (1764)（下図7）

= Rollinia deliciosa Saff. (1916); Rollinia orthopetala A.DC., 1832; ロッツ Rollinia sieberi A.DC., 1832
- Annona emarginata (Schltdl.) H.Rainer (2007)

= Rollinia emarginata Schltdl. (1834)
バンレイシ科のいくつかの種は、様々な生理活性を示す天然化合物であるポリケチドを含んでいることが知られている。これらの物質を含むトゲバンレイシやバンレイシの摂食と、西インド諸島で見られるある種のパーキンソン症候群の関連性が示唆されている。
バンレイシ属のアルカロイドやポリケトン鎖を経由して生合成された化合物であるポリケチドは、抗HIV作用や抗がん作用があると考えられており、盛んに研究されている。